# Biểu cảm khuôn mặt

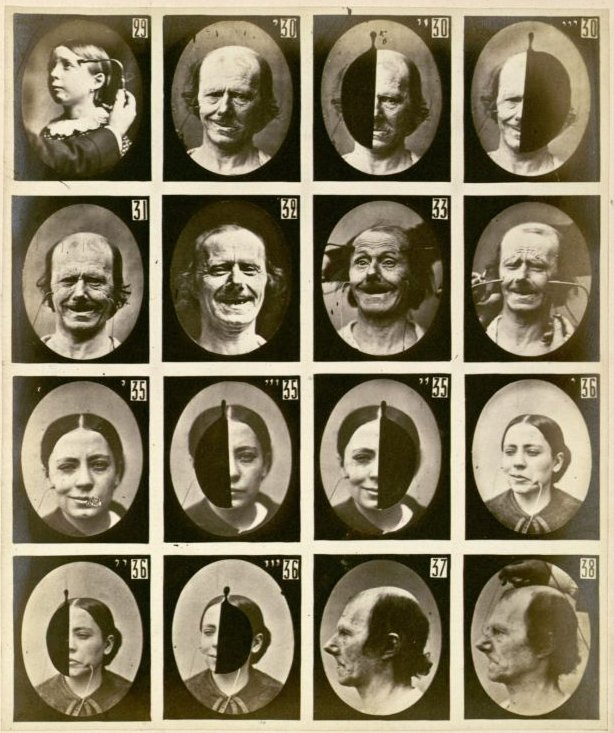
Hình ảnh từ cuốn sách năm 1862 Mécanisme de la Physionomie Humaine của Guillaume Duchenne. Thông qua kích thích điện, anh xác định cơ bắp nào chịu trách nhiệm cho các biểu cảm khác nhau trên khuôn mặt. Charles Darwin sau đó sẽ tái bản một số bức ảnh này trong tác phẩm của mình về chủ đề này, so sánh biểu cảm khuôn mặt ở người với biểu cảm khuôn mặt ở động vật.

Biểu cảm trên khuôn mặt là một hoặc nhiều chuyển động hoặc vị trí của các cơ bên dưới da của khuôn mặt. Theo một bộ các lý thuyết gây tranh cãi, những chuyển động này truyền đạt trạng thái cảm xúc của một cá nhân cho các nhà quan sát. Biểu cảm khuôn mặt là một hình thức giao tiếp phi ngôn ngữ. Chúng là một phương tiện chính để truyền đạt thông tin xã hội giữa con người, nhưng chúng cũng xảy ra ở hầu hết các động vật có vú khác và một số loài động vật khác. (Để thảo luận về những tranh cãi về những tuyên bố này, xem Fridlund  và Russell & Fernandez Dols.)
Con người có thể tiếp thu một biểu hiện trên khuôn mặt một cách tự nguyện hoặc không tự nguyện, và các cơ chế thần kinh chịu trách nhiệm kiểm soát biểu hiện khác nhau trong từng trường hợp. Biểu hiện trên khuôn mặt tự nguyện thường được điều hòa xã hội và theo một lộ trình vỏ não trong não. Ngược lại, các biểu hiện trên khuôn mặt không tự nguyện được cho là bẩm sinh và đi theo một lộ trình dưới vỏ não.
Nhận dạng khuôn mặt thường là một trải nghiệm cảm xúc cho não và hạch hạnh nhân tham gia rất nhiều vào quá trình nhận dạng.
Đôi mắt thường được xem là đặc điểm quan trọng của nét mặt. Các khía cạnh như tốc độ chớp mắt có thể có thể được sử dụng để chỉ ra liệu một người có lo lắng hay liệu người đó đang nói dối. Ngoài ra, giao tiếp bằng mắt được coi là một khía cạnh quan trọng của giao tiếp giữa các cá nhân. Tuy nhiên, có những khác biệt về văn hóa liên quan đến việc xã hội có duy trì giao tiếp bằng mắt hay không.
Ngoài bản chất phụ kiện của biểu cảm khuôn mặt trong giao tiếp nói giữa mọi người, họ đóng một vai trò quan trọng trong giao tiếp với ngôn ngữ ký hiệu. Nhiều cụm từ trong ngôn ngữ ký hiệu bao gồm biểu cảm khuôn mặt trong màn hình.
Có nhiều tranh cãi xung quanh câu hỏi liệu biểu cảm khuôn mặt có phải là màn hình toàn cầu và phổ biến giữa con người hay không. Những người ủng hộ Giả thuyết Quốc tế cho rằng nhiều biểu hiện trên khuôn mặt là bẩm sinh và có nguồn gốc từ tổ tiên tiến hóa. Những người phản đối quan điểm này đặt câu hỏi về tính chính xác của các nghiên cứu được sử dụng để kiểm tra tuyên bố này và thay vào đó tin rằng biểu cảm khuôn mặt là có điều kiện và mọi người xem và hiểu biểu cảm khuôn mặt phần lớn từ các tình huống xã hội xung quanh họ. Hơn nữa, nét mặt có mối liên hệ mật thiết với tâm lý cá nhân. Một số nhà tâm lý học có khả năng nhận ra ý nghĩa ẩn giấu từ biểu hiện trên khuôn mặt của người đó. 
Một thí nghiệm đã điều tra ảnh hưởng của hướng nhìn và biểu hiện trên khuôn mặt lên bộ nhớ khuôn mặt. Những người tham gia được cho thấy một bộ khuôn mặt xa lạ với nét mặt vui vẻ hoặc tức giận, họ đang nhìn thẳng về phía trước hoặc ánh mắt của họ bị lệch sang một bên. Bộ nhớ cho những khuôn mặt ban đầu có biểu cảm tức giận được phát hiện là kém hơn khi những khuôn mặt này bị đảo ngược so với ánh mắt trực tiếp, trong khi đó, trí nhớ cho những cá nhân có khuôn mặt hạnh phúc không bị ảnh hưởng bởi hướng nhìn. Có ý kiến cho rằng bộ nhớ cho khuôn mặt của một cá nhân khác một phần phụ thuộc vào đánh giá về ý định hành vi của cá nhân đó.

## Hình thành

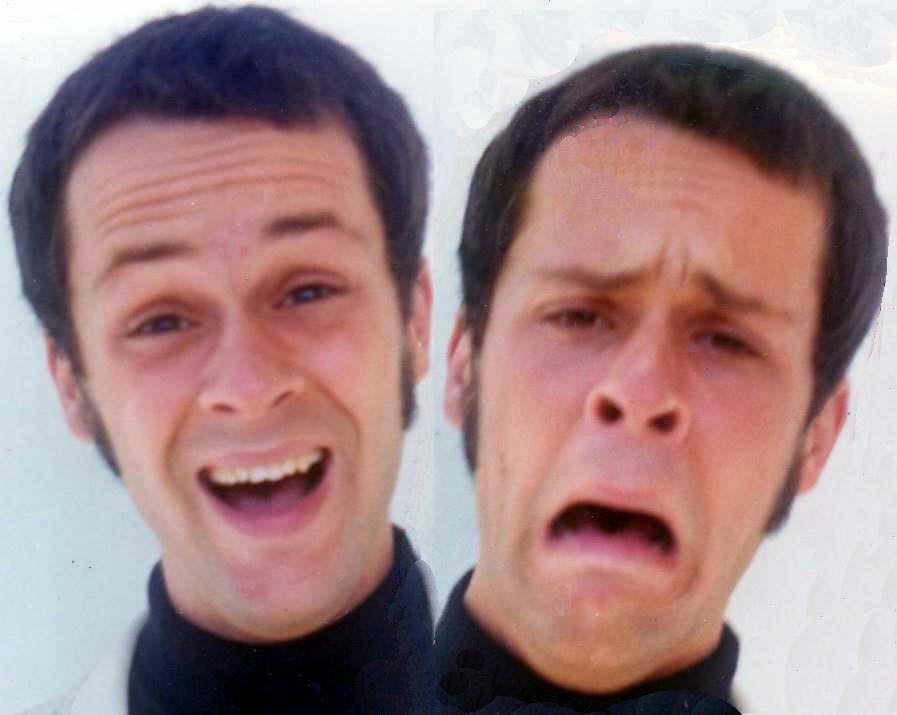
Một diễn viên diễn xuất Drama Masks (Thalia và Melpomene) vào năm 1972.

Biểu cảm khuôn mặt rất quan trọng đối với giao tiếp xã hội giữa con người. Chúng được gây ra bởi sự chuyển động của các cơ kết nối với da và fascia trên khuôn mặt. Các cơ này di chuyển da, tạo ra các đường và nếp gấp và gây ra sự chuyển động của các đặc điểm trên khuôn mặt, như miệng và lông mày. Các cơ này phát triển từ vòm họng thứ hai trong phôi. Các cơ thái dương, masseter, và các cơ portgoid bên trong và bên ngoài, chủ yếu được sử dụng để nhai, cũng có ảnh hưởng nhỏ đến biểu hiện. Những cơ này phát triển từ vòm họng đầu tiên.